# Моркока
Морко́ка — річка у Східному Сибіру, протікає по території Мирнинського улусу Республіки Саха (Якутія) в Росії. Права і найбільша притока річки Мархи. Належить до водного басейну моря Лаптєвих.

## Географія
Річка починає свій витік на висоті 627 м із озера Байиттах, яке знаходяться на Вілюйському плато (Середньосибірське плоскогір'я), тече у південному, південному — південно-східному напрямках, а після впадіння річки Мегелеех (Мегелях), повертає на схід і в районі озера Б'якінгде впадає у річку Марху з правого берега.
Протікає по малозаселеній гористій місцевості Середньо-Сибірського плоскогір'я, прорізаючи виходи трапів та силурійські відклади (головним чином пісковики і глинисті сланці). Русло має багато кам'янистих перекатів. Довжина Моркоки — 841 км, площа басейну — 32,4 тис. км². Несудноплавна. В середній течії ширина русла річки доходить до 125 м, а глибина — від 1 до 3 м, в нижній течії ширина доходить до 190 м, а глибина — від 1 до 3,5 м.

## Гідрологія
Живлення річки переважно снігове. Швидкість течії у верхів'ї та середній частині русла — 0,7-0,9 м/с, місцями до 1,1 м/с, у пониззі — 0,3-0,6 м/с. Повінь з кінця травня по кінець липня. Замерзає в кінці вересня — початку жовтня, розкривається в кінці травня — початку червня. Середньорічна витрата води за 380 км від гирла становить 116 м³/с, для водного басейну 18 600 км², що становить близько 58% від загальної площі басейну річки (за період спостереження з 1973 по 1994 роки). Мінімальний середньомісячний стік за весь період спостереження становив близько 0,0 м³/с (у лютому, березні та квітні), максимальний середньомісячний стік, становив — 670,85 м³/с (у червні). За період спостереження, абсолютний максимальний місячний стік (абсолютний максимум) становив 1 120 м³/с (у червні 1987 року).

## Притоки
Річка Моркока приймає близько сотні різноманітних приток. Найбільші із них (від витоку до гирла):
| Назва притоки     | Довжина,(км) | Площа водозбірного басейну,(км²) | Відстань від гирла Моркоки,(км) | Витрата води,(м³/с) |
| ліві притоки      | ліві притоки | ліві притоки                     | ліві притоки                    | ліві притоки        |
| ----------------- | ------------ | -------------------------------- | ------------------------------- | ------------------- |
| Тасей             | 57           | 630                              | 723                             |                     |
| Тангхай           | 131          | 2 540                            | 464                             |                     |
| Курунг-Дьєсіелі   | 73           | 670                              | 382                             |                     |
| Отой              | 67           | 508                              | 371                             |                     |
| Баай-Юрех         | 51           | 429                              | 333                             |                     |
| Моркока-Мархарата | 179          | 3 830                            | 142                             |                     |
| Онхойдоох         | 73           | 770                              | 60                              |                     |
| праві притоки     |              |                                  |                                 |                     |
| Кюнде             | 65           | 1 440                            | 674                             |                     |
| Терюттеех         | 58           | 687                              | 456                             |                     |
| Мегелях           | 56           | 577                              | 286                             |                     |
| Чагдали           | 57           | 986                              | 232                             |                     |
| Ого-Унгуохтаах    | 54           | 511                              | 181                             |                     |
| Харийа-Юрех       | 56           | 622                              | 14                              |                     |

## Населенні пункти
Береги Моркокаи малозаселені. Тут розташоване чи не єдине поселення із постійними жителями — однойменне село Моркока (за 380 км від гирла).